# Các cuộc chiến tranh có số thương vong lớn nhất

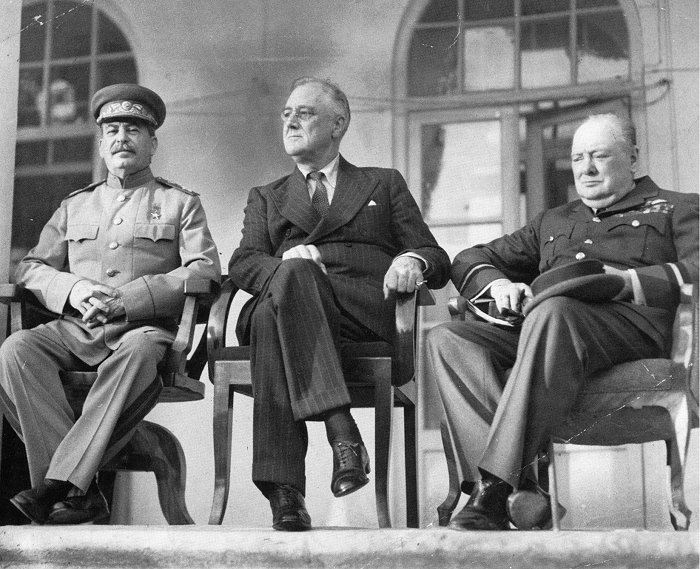
(Từ trái qua phải) Iosif Stalin, Franklin D. Roosevelt và Winston Churchill tại hội nghị Tehran năm 1943

Chiến tranh là tình trạng xung đột vũ trang có tổ chức giữa các quốc gia, thế lực hay các nhóm bán quân sự không chính thức, như lính đánh thuê, quân nổi loạn và dân quân. Đặc trưng của chiếc tranh là bạo lực cực đoan, xâm lược, phá hủy và tử vong, thường dùng đến lực lượng quân sự và có tính chất lịch sử. Chiến tranh xuất phát do tham vọng chiếm đất đai, thị trường hay bất mãn về một vấn đề nhất định. Ngoài ra, còn có các thể loại chiến tranh khác như xung đột kinh tế, quân sự (điển hình là Chiến tranh Lạnh).
Thế giới đã trải qua vô số các cuộc chiến tranh, khoảng từ thế kỷ 15 trước Công Nguyên (có lẽ là trận Megiddo) cho tới ngày nay. Các cuộc chiến dù lớn hay nhỏ cũng đã tác động đến lịch sử nhân loại. Khủng khiếp nhất là Chiến tranh thế giới lần thứ II, tuy nhiên, vẫn có nhiều cuộc xung đột khác cũng không kém phần khốc liệt nếu xét theo quy mô quân đội và dân số hạn chế của những nước tham chiến thời đó.

## Các cuộc chiến tranh có số thương vong lớn nhất
| Hạng | Tên                             | Thời gian | Số người thương vong (ước tính) |
| ---- | ------------------------------- | --------- | ------------------------------- |
| 1    | Chiến tranh thế giới lần thứ II | 1939-1945 | 73 000 000                      |
| 2    | Các cuộc xâm lược của Mông Cổ   | 1207-1472 | 40 000 000                      |
| 3    | Loạn An Sử                      | 755-763   | 35 000 000                      |
| 4    | Tam quốc                        | 184–280   | 30 000 000                      |
| 5    | Chiến tranh Minh-Thanh          | 1618-1662 | 25 000 000                      |
| 6    | Khởi nghĩa Thái Bình Thiên Quốc | 1851-1864 | 20 000 000                      |
| 7    | Các cuộc xâm lược của Timur     | 1369-1405 | 17 000 000                      |
| 8    | Chiến tranh thế giới lần thứ I  | 1914-1918 | 17 000 000                      |
| 9    | Cuộc nổi dậy Dungan             | 1862–1877 | 12 000 000                      |
| 10   | Nội chiến Nga                   | 1917-1921 | 9 000 000                       |
| 11   | Chiến tranh Ba mươi năm         | 1618-1648 | 7 000 000                       |
| 12   | Chiến tranh Napoleon            | 1804-1815 | 5 000 000                       |
| 13   | Khởi nghĩa Khăn Vàng            | 184-205   | 5 000 000                       |
| 14   | Thời kỳ Hỗn loạn (Nga)          | 1598-1613 | 4 000 000                       |
| 15   | Chiến tranh Việt Nam            | 1955-1975 | 4 000 000                       |

Ngoài số lượng thương vong, các cuộc chiến tranh trên còn để lại hậu quả nặng nề khác. Điển hình là Chiến tranh thế giới lần thứ II. Sau cuộc chiến, châu Âu bị chia ra làm hai khối: một phía chịu ảnh hưởng của phương Tây do Hoa Kỳ đứng đầu, còn phía kia chịu ảnh hưởng của Liên Xô. Các nước đồng minh của Hoa Kỳ nằm trong kế hoạch gây ảnh hưởng chính trị thông qua các viện trợ kinh tế mang tên Kế hoạch Marshall trong khi các nước kia trở thành các nước chủ nghĩa cộng sản đồng minh của Liên Xô. Chiến tranh đồng thời là cơ sở hình thành Chiến tranh Lạnh. Việc Đức Quốc xã chiếm đóng gần như toàn bộ Châu Âu đã gây nên tác động sâu sắc đến tâm lý của người dân khi Đức thực hiện nhiều chính sách thô bạo (như là cuộc diệt chủng người Do Thái). Cuộc chiến cũng tạo ra nhiều phát minh lớn cho nhân loại như vũ khí nguyên tử, máy bay phản lực, ra-đa... Thiệt hại về vật chất gấp 10 lần so với Chiến tranh thế giới lần thứ I, bằng tất cả các cuộc chiến tranh trong 1000 năm trước đó cộng lại.
Loạn An Sử đã đe dọa sự kết thúc của nhà Đường. Nhà Đường đã tham gia vào một số cuộc chiến xung quanh, nhưng không mấy thành công, khiến ngân khố triều đình lúc đó bị suy kiệt. Hoàng đế Đường Huyền Tông đã chỉ định vị tướng mà ông tin cậy, An Lộc Sơn, phụ trách khoảng 150.000 quân trong nỗ lực giành lại một số mặt đất. Tuy nhiên, An Lộc Sơn đã huy động quân đội chống lại ông. Sự việc này đã làm cho kinh tế suy yếu, đất nước mất quyền kiểm soát vùng Thông Lĩnh, nhiều công trình bị phá hoại, nhân dân đói khổ và bị bóc lột nặng nề.
Chiến tranh thế giới lần thứ I cũng đem lại hậu quả nặng nề, chỉ sau Chiến tranh thế giới lần thứ II. Cuộc chiến làm hơn mười triệu người chết và hàng chục triệu người khác bị tàn phế, các thành phố, làng mạc, đường sá, cầu cống, nhà máy bị phá hủy. Số tiền các nước tham chiến chi phí cho chiến tranh lên tới khoảng 85 tỉ đôla. Bản đồ thế giới được chia lại: Đức mất hết thuộc địa; Anh, Pháp, Mĩ mở rộng thêm thuộc địa. Tuy vậy, sự kết thúc của chiến tranh và sự thành lập Hội Quốc Liên cũng không thể nào ngăn được Chiến tranh thế giới lần thứ II

## Các cuộc chiến tranh có số thương vong lớn nhất chia theo khu vực

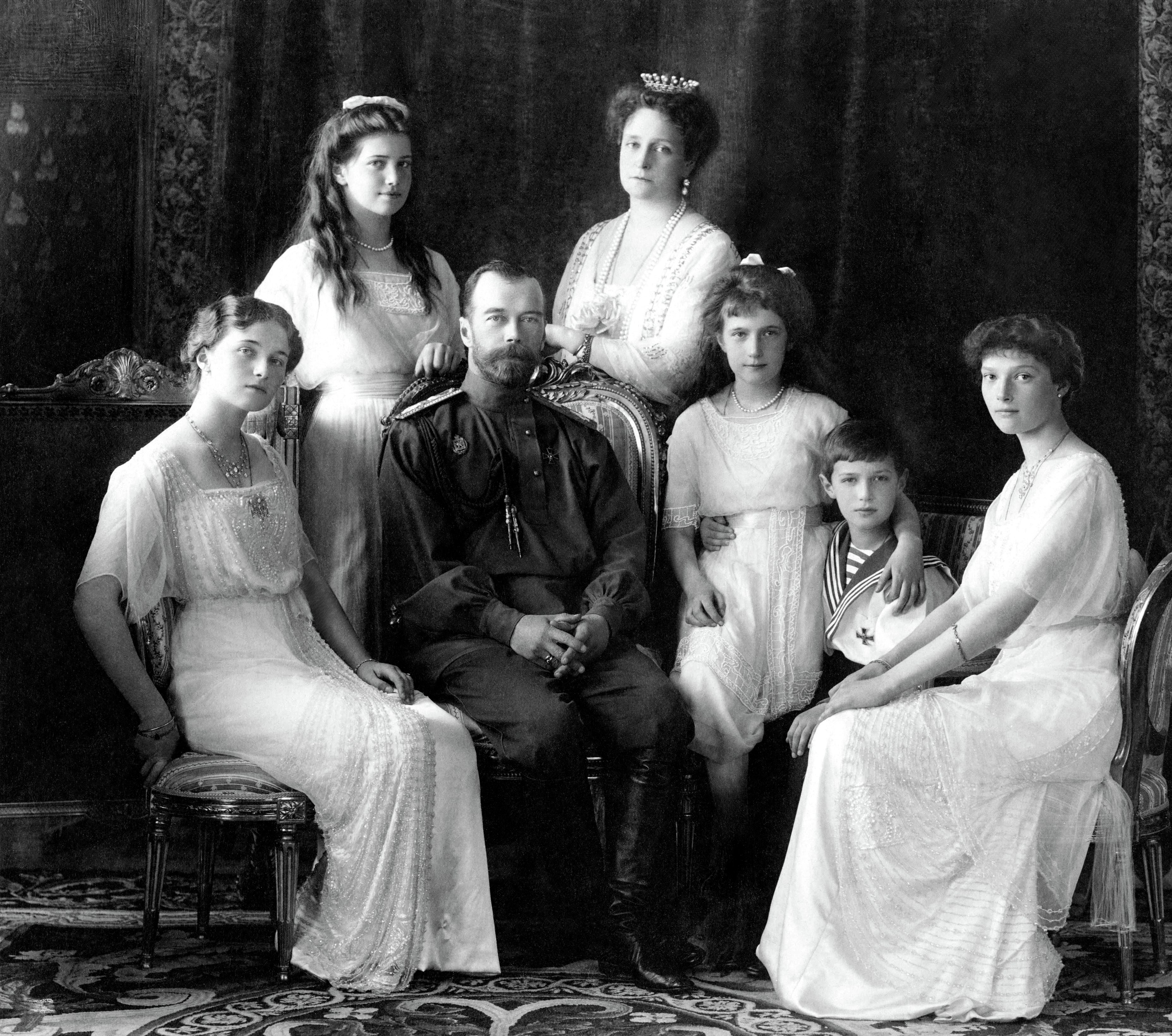
Gia đình Sa hoàng Nicholas II là một trong những nạn nhân nổi bật của Nội chiến Nga

### Châu Á
| Hạng | Tên                                 | Thời gian | Số người thương vong (ước tính) |
| ---- | ----------------------------------- | --------- | ------------------------------- |
| 1    | Chiến tranh thế giới lần thứ II     | 1939-1945 | 73 000 000                      |
| 2    | Các cuộc xâm lược của Mông Cổ       | 1207-1472 | 40 000 000                      |
| 3    | Loạn An Sử                          | 755-763   | 35 000 000                      |
| 4    | Tam quốc                            | 184–280   | 30 000 000                      |
| 5    | Chiến tranh Minh-Thanh              | 1618-1662 | 25 000 000                      |
| 6    | Khởi nghĩa Thái Bình Thiên Quốc     | 1851-1864 | 20 000 000                      |
| 7    | Các cuộc xâm lược của Thiết Mộc Nhi | 1369-1405 | 17 000 000                      |
| 8    | Chiến tranh thế giới lần thứ I      | 1914-1918 | 17 000 000                      |
| 9    | Cuộc nổi dậy Dungan                 | 1862–1877 | 12 000 000                      |
| 10   | Nội chiến Nga                       | 1917-1921 | 9 000 000                       |
| 11   | Khởi nghĩa Khăn Vàng                | 184-205   | 5 000 000                       |
| 12   | Chiến tranh Mughal-Maratha          | 1680-1707 | 5 000 000                       |
| 13   | Thời kỳ Hỗn loạn (Nga)              | 1598-1613 | 4 000 000                       |
| 14   | Chiến tranh Việt Nam                | 1955-1975 | 4 000 000                       |
| 15   | Chiến tranh Triều Tiên              | 1950-1953 | 2 500 000                       |

### Châu Âu
| Hạng | Tên                             | Thời gian       | Số người thương vong (ước tính) |
| ---- | ------------------------------- | --------------- | ------------------------------- |
| 1    | Chiến tranh thế giới lần thứ II | 1939-1945       | 73 000 000                      |
| 2    | Các cuộc xâm lược của Mông Cổ   | 1207-1472       | 40 000 000                      |
| 3    | Các cuộc xâm lược của Timur     | 1369-1405       | 17 000 000                      |
| 4    | Chiến tranh thế giới lần thứ I  | 1914-1918       | 17 000 000                      |
| 5    | Nội chiến Nga                   | 1917-1921       | 9 000 000                       |
| 6    | Chiến tranh Ba mươi năm         | 1618-1648       | 7 200 000                       |
| 7    | Chiến tranh Napoleon            | 1804-1815       | 5 000 000                       |
| 8    | Thời kỳ Hỗn loạn (Nga)          | 1598-1613       | 4 000 000                       |
| 9    | Chiến Tranh Tôn Giáo Pháp       | 1562-1598       | 3 000 000                       |
| 10   | Chiến Tranh Xứ Gallia           | 59TCN-51TCN     | 2 000 000                       |
| 11   | Chiến tranh Bảy Năm             | 1756-1763       | 1 300 000                       |
| 12   | Chiến tranh kế vị Tây Ban Nha   | 1701-1714       | 1 251 000                       |
| 13   | Chiến Tranh Punic lần 1         | 264 TCN-241 TCN | 1 000 000                       |
| 14   | Chiến Tranh Ba Vương Quốc       | 1639-1651       | 876 000                         |
| 15   | Chiến Tranh Krym                | 1853-1856       | 650 000                         |